# Omatako (Fluss)
Der Omatako, auch Omuramba-Omatako, ist ein Rivier (Omuramba; Trockenfluss) im zentralen Norden und Nordosten Namibias.

## Verlauf
Er entspringt südlich von Otjiwarongo in den Omatakobergen in der Region Otjozondjupa und mündet östlich von Rundu in der Region Kavango-Ost bei Shimeto (Wahlkreis Ndonga Linena) in den Okavango. Er wird dabei circa 47 östlich der Omatakoberge durch den Omatako-Damm aufgestaut.
Er führte zuletzt 2016 Wasser.

## Namensgebung
Der Omatako hat seinen Namen von den Omatakobergen. „Omatako“ bedeutet in der Bantusprache Otjiherero so viel wie „Gesäß“.